# Lucille Bogan
Pour les articles homonymes, voir Bogan (homonymie).
Lucille Bogan (1er avril 1897-10 août 1948) est une chanteuse et compositrice afro-américaine de blues, parmi les premières à enregistrer. Elle enregistre également sous le pseudonyme de Bessie Jackson. Le critique musical Ernest Borneman déclare que Bogan était l'une des « trois grandes du blues », avec Ma Rainey et Bessie Smith. De nombreuses chansons de Bogan sont reprises par des musiciens de blues et de jazz, dont Buddy Guy, B.B. King et Sonny Boy Williamson. 
Beaucoup de ses chansons sont sexuellement explicites et elle est généralement considérée comme une musicienne de « dirty blues ». 

## Biographie
Très peu d'éléments sont connus au sujet de Lucille Bogan. Une interview de son fils Nazareth Jr. par Bob Eagle pour la revue Living Blues en 1979 nous apporte quelques rares informations. Une seule photographie de la chanteuse nous est parvenue.
Elle naît Lucille Anderson à Amory, Mississippi et grandit à Birmingham, Alabama. En 1914, elle épouse Nazareth Lee Bogan, un cheminot, et donne naissance à un fils, Nazareth Jr., en 1915 ou 1916. Ils ont également une fille qui meurt très jeune. Elle divorce ensuite de Bogan et épouse James Spencer, qui a 22 ans de moins qu'elle. 
Peut-être influencée par Bessie Smith et Ida Cox, elle enregistre d'abord des chansons de vaudeville pour Okeh Records à New York en 1923, avec le pianiste Henry Callens. Plus tard cette année-là, elle enregistra Pawn Shop Blues à Atlanta, en Géorgie; c'est la première fois qu'une chanteuse de blues afro-américaine enregistre en dehors de New York ou de Chicago. En 1927, elle commence à travailler pour Paramount Records à Grafton, dans le Wisconsin, où elle enregistre son premier grand succès, Sweet Petunia, qui est repris par Blind Blake. Elle enregistre également pour Brunswick Records, accompagnée par Tampa Red. 
En 1930, ses chansons ont tendance à concerner l'alcool et le sexe, telles que Sloppy Drunk Blues (reprise par Leroy Carr et d'autres) et Tricks Ain't Walkin' No More (enregistrée plus tard par Memphis Minnie). Elle enregistre également la version originale de Black Angel Blues, qui (sous le titre de Sweet Little Angel) est reprise par B. B. King et de nombreux autres artistes. Forte de son expérience dans certains des juke-joints les plus agités des années 1920, de nombreuses chansons de Bogan, qu'elle a elle-même écrites pour la plupart, ont des références sexuelles humoristiques légèrement voilées. Le thème de la prostitution, en particulier, est mis en évidence dans plusieurs de ses enregistrements. L'une d'elles est Groceries on the Shelf (Piggly Wiggly), écrite et enregistrée par Charlie "Specks" McFadden,. Piggly Wiggly est le nom d'une chaîne de supermarchés américaine, opérant dans le Sud et le Midwest, qui a ouvert ses portes en 1916. Bogan utilise la notion de libre service dans ses paroles modifiées de la chanson, dont une partie dit : « Mon nom est Piggly Wiggly et je jure que vous pouvez vous servir, vous devez avoir votre billet vert, et ça ne demande rien d'autre ». 
En 1933, elle rentre à New York et commence à enregistrer en tant que Bessie Jackson pour le label Banner de l'American Record Corporation. Elle est généralement accompagnée au piano par Walter Roland, avec qui elle enregistre plus de 100 chansons entre 1933 et 1935, dont certaines de ses plus grandes réussites commerciales, Seaboard Blues, Troubled Mind et Superstitious Blues. Ses autres chansons comprennent Stew Meat Blues, Coffee Grindin' Blues, My Georgia Grind, Honeycomb Man, Mr. Screw Worm in Trouble et Bo Hog Blues. 
Ses derniers enregistrements avec Roland et Josh White incluent deux prises de Shave 'Em Dry, enregistrée à New York le mardi 5 mars 1935. La prise alternative non expurgée est connue pour ses références sexuelles explicites, un enregistrement unique de paroles chantées dans des clubs pour adultes après les heures de travail. Selon les notes de pochette de Keith Briggs pour les Complete Recordings de Document Records, ces enregistrements sont réalisés, soit pour le propre plaisir des ingénieurs du son, soit pour une distribution clandestine en tant que « disque de soirée ». Briggs note que Bogan semble ne pas connaître les paroles, les lisant au moment où elle les chante, potentiellement surprise elle-même par celles-ci. Une autre de ses chansons, BD Woman's Blues, prend la position d'une « lesbienne masculine » (bull dyke), avec les paroles « Comin' a time, B.D. women, they ain't gonna need no men », « They got a head like a sweet angel and they walk just like a natural man » et « They can lay their jive just like a natural man ». 
Sa carrière discographique s’arrête en 1935. Elle fait ses derniers enregistrements après la guerre pour une compagnie new-yorkaise, mais ceux-ci ne sont pas commercialisés. Elle manage et chante dans le groupe de jazz de son fils, le Bogan's Birmingham Busters, pendant un certain temps, mais ne figure dans aucun des disques du groupe. Elle déménage à Los Angeles peu de temps avant sa mort due à une athérosclérose en 1948. Elle est enterrée au Lincoln Memorial Park, à Compton, en Californie.
Document Records a publié ses enregistrements complets dans une série de réalisations : Lucille Bogan (Bessie Jackson) Vol. 1 (1923-1930), Vol. 2 (1930–1933) et Vol. 3 (1934–1935).